# 시장의 폭
시장의 폭(영어: breadth of market)은 증권 분석에 사용되는 지표이다. 가장 간단한 형태로는 주식 시장에서 상승하는 주식의 수와 하락하는 주식의 수의 비율을 사용하여 계산된다.

## 참고 문헌
- The complete guide to market breadth indicators by Gregory L. Morris 2005 ISBN 0-07-144443-2